# Chrysocentris chalcotypa
Chrysocentris chalcotypa là một loài bướm đêm thuộc họ Glyphipterigidae. Nó được tìm thấy ở Cộng hòa Dân chủ Congo.